# 옌셰핑스 셰드라 IF
옌셰핑스 셰드라 IF(스웨덴어: Jönköpings Södra IF)는 스웨덴의 옌셰핑을 연고로 하는 축구 클럽이다. 이 팀은 1922년에 창단되었으며, 현재 알스벤스칸에 참가하고 있다.

## 선수 명단

### 현역
참고: FIFA 자격 규정에 따라 소속된 국가대표팀 국기를 표시합니다. 선수는 복수의 FIFA 비회원국 국적을 가지고 있을 수 있습니다.
| 번호 | 포지션 | 국적 | 이름 |
| ---- | ------ | ---- | ---- |

| 번호 | 포지션 | 국적         | 이름                |
| ---- | ------ | ------------ | ------------------- |
| -    | DF     | 북마케도니아 | 다니엘 마르코브스키 |